# Epitonium matthewsae
Epitonium matthewsae is een slakkensoort uit de familie van de Epitoniidae. De wetenschappelijke naam van de soort is voor het eerst geldig gepubliceerd in 1952 door Clench & Turner.